# 데니스 시미할
데니스 아나톨리요비치 시미할(우크라이나어: Дени́с Анато́лійович Шмига́ль, 1975년 10월 15일~)은 우크라이나의 정치인이자 기업가이다. 2020년부터 우크라이나 총리를 맡고 있으며 총리로 임명되기 전에는 이바노프란키우스크주 주지사, 지역 개발 장관을 지냈다.
총리로서 시미할은 우크라이나의 코로나19 범유행에 대한 대응과 러시아와의 전쟁 수행을 담당해왔다.

## 생애
시미할은 1997년, 리비우 국립공과대학교를 졸업했다. 1997년, 대학을 졸업한 이후 2005년까지 시미할은 다양한 회사에서 회계사로 일했다. 2005년부터 2006년까지 "LA DIS"라는 회사의 부사장을 맡았으며, 2006년부터 2008년까지 투자 회사 "Comfort-Invest"의 이사로 재직하였다. 2008년부터 2009년까지 시미할은 "ROSANINVEST LLC"라는 회사의 총책임자였다.
시미할은 2009년부터 2013년 말까지 우크라이나의 르비우주에서 다양한 정치 역할을 맡았다 2009년에서 2011년 사이에 르비우 주정부 경제 부서 국장으로 재직하였다. 그곳에서 시미할은 2020년에 시미할 정부의 각료 장관직을 맡게 되는 올레흐 넴치노프를 만났다. 그 후 시미할은 2012년, 경제 및 산업 정책 부서 국장, 2013년, 경제 개발, 투자, 무역 및 산업 부서 국장을 맡았다.
2014년, 시미할은 우크라이나 국세청 르비우주 지역 사무소 차장으로 근무했다. 2015년부터 2017년까지는 리비우에 기반을 둔 냉동 제품 유통업체인 TVK 르비우홀로드의 부사장으로 재직하였다.
2018년부터 2019년까지 시미할은 이바노프란키우스크에서 가장 큰 전력 생산 업체이자 리나트 아흐메토프가 일부를 소유하고 있는 부르슈틴 TES의 이사로 재직하였다.
2019년 8월, 지역 개발 장관에 임명될 때까지 시미할은 이바노프란키우스크주 주지사로 재직하였다.
2020년 2월, 지역 개발 장관에 임명되었다.
2020년 3월, 올렉시 혼차루크를 대신해 우크라이나 총리가 되었다.

## 수상

### 수훈
- 리투아니아 대공 게디미나스 사령관십자장(2023년 7월 6일)